# 月讀女僕咖啡
月讀女僕咖啡（日语：ツクヨミメイドカフェ）是臺灣現存歷史最久的女僕咖啡廳，2005年成立於臺灣高雄市。該品牌在臺灣有七個店面，另有一個在日本秋葉原。該品牌也涉足多項與ACG文化相關的事業，涵蓋猫耳火鍋店、同人印刷業以及Live偶像（地下偶像）經營等。

## 歷史

台北西門店的歡迎看板

月讀女僕咖啡創辦人是高雄人鄭傑中。鄭傑中在大學時期曾赴日本留學，期間深受日本動畫、日本漫畫和角色扮演等ACG文化的薰陶。畢業後他服了兩年兵役，之後進入臺灣的一家街機遊戲公司工作，並在臺灣的同人誌即賣會「Comic World台湾」和「開拓動漫祭」組團參展，持續發表分析女僕咖啡廳文化的同人誌。鄭傑中感受到臺灣人對女僕咖啡廳的興趣，於是租用開拓動漫祭的企業攤位、舉辦了一日限定的女僕咖啡廳，結果獲得熱烈迴響，促使他在高雄開設第一個店面。。
鄭傑中表示，月讀女僕咖啡的一大用意，是為女僕及客人等喜歡日本動漫畫的同好們，打造一個可以輕鬆交流的場所。鄭傑中靠自己運來磚瓦木材及粉刷牆壁，花了3個月建成13坪大的店面。為了在有限的資金下打造貴族般風格的裝潢，鄭傑中在每一件家具和建材，以及內裝、設計、動線以及店內的擺設上投入心力，經過反覆試錯後才完成。
根據2011年南華大學碩士論文的研究，臺灣最早出現的女僕咖啡廳是臺北市的「咖啡安妮莓」（Coffee Animaid，2004.7～2004.11），2006年4月開業的月讀女僕咖啡則是次早、同時是南臺灣歷史最久的女僕咖啡廳:36-37。女僕咖啡廳愛好者吳忠霖指出，臺灣的女僕咖啡廳在該文化發展初期只有少數店鋪，月讀女僕咖啡與2006年稍晚在臺北市開業的「台北女僕喫茶」（Fatimaid）合稱「北Fati、南月讀」，是臺灣女僕文化的代表。
月讀女僕咖啡首家店面位於高雄市三民區長明街，該地是高雄的次文化發源地之一，類似秋葉原電氣街和大阪市日本橋。

### 店内
月讀女僕咖啡的內裝為古典風格的治癒系路線，並有著與日本動漫畫相關的裝潢:48。鄭傑中希望能讓顧客感到如同置身歐洲街頭的安靜咖啡廳一般。
店內菜單以一般的臺灣料理為主。「初心者套餐」包含日式炒麵或炒麵麵包，因為對於到訪臺灣女僕咖啡廳的多數顧客來說，炒麵是他們所熟悉的料理。女僕會根據顧客的要求，在蛋包飯或飲料上畫上指定圖案，並與顧客一起詠唱咒語為餐點施展魔法，例如（變好吃吧～）和 

## 活動

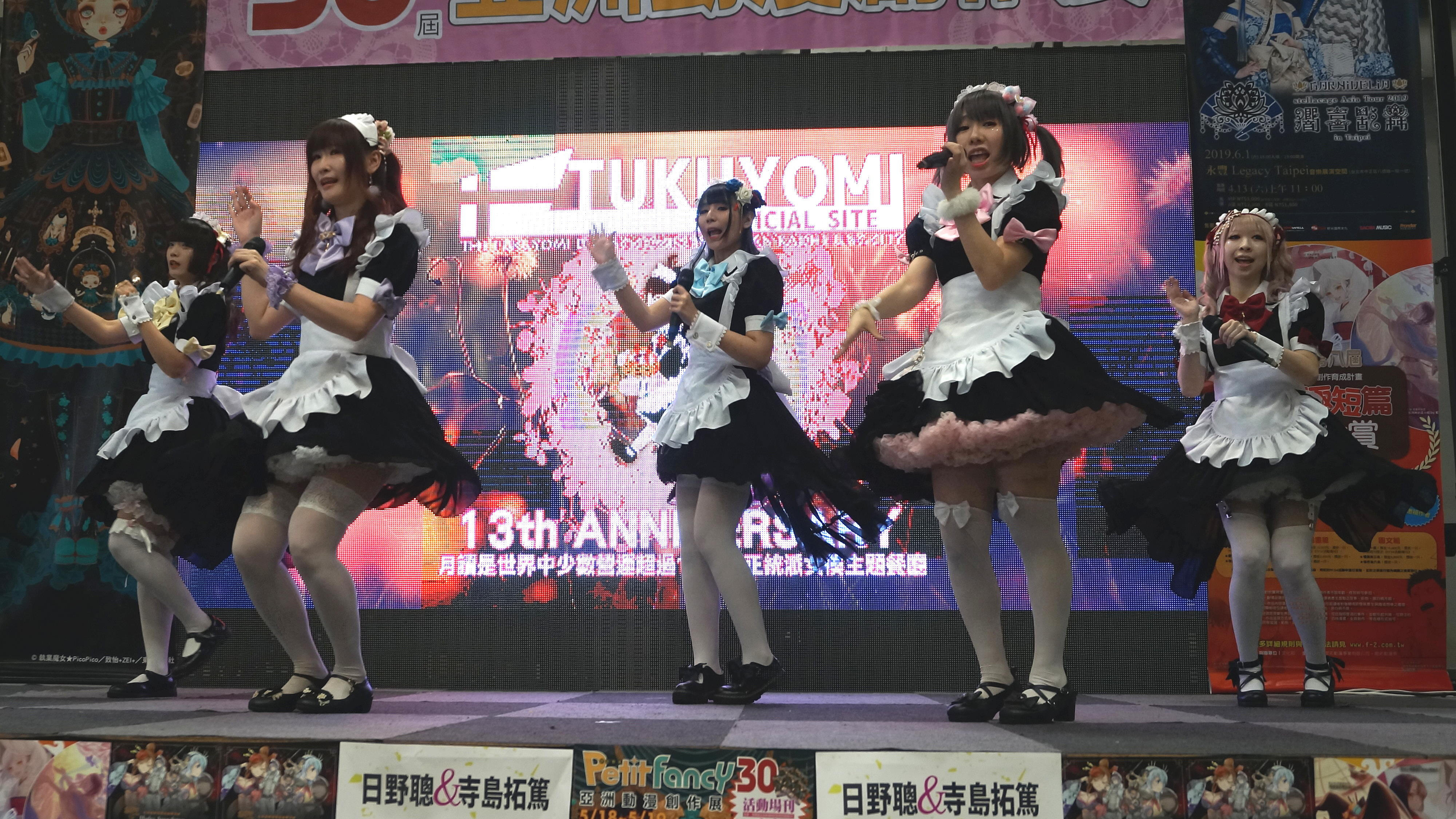
月讀女僕咖啡女僕在開拓動漫祭系列活動多數場次有舞台演出

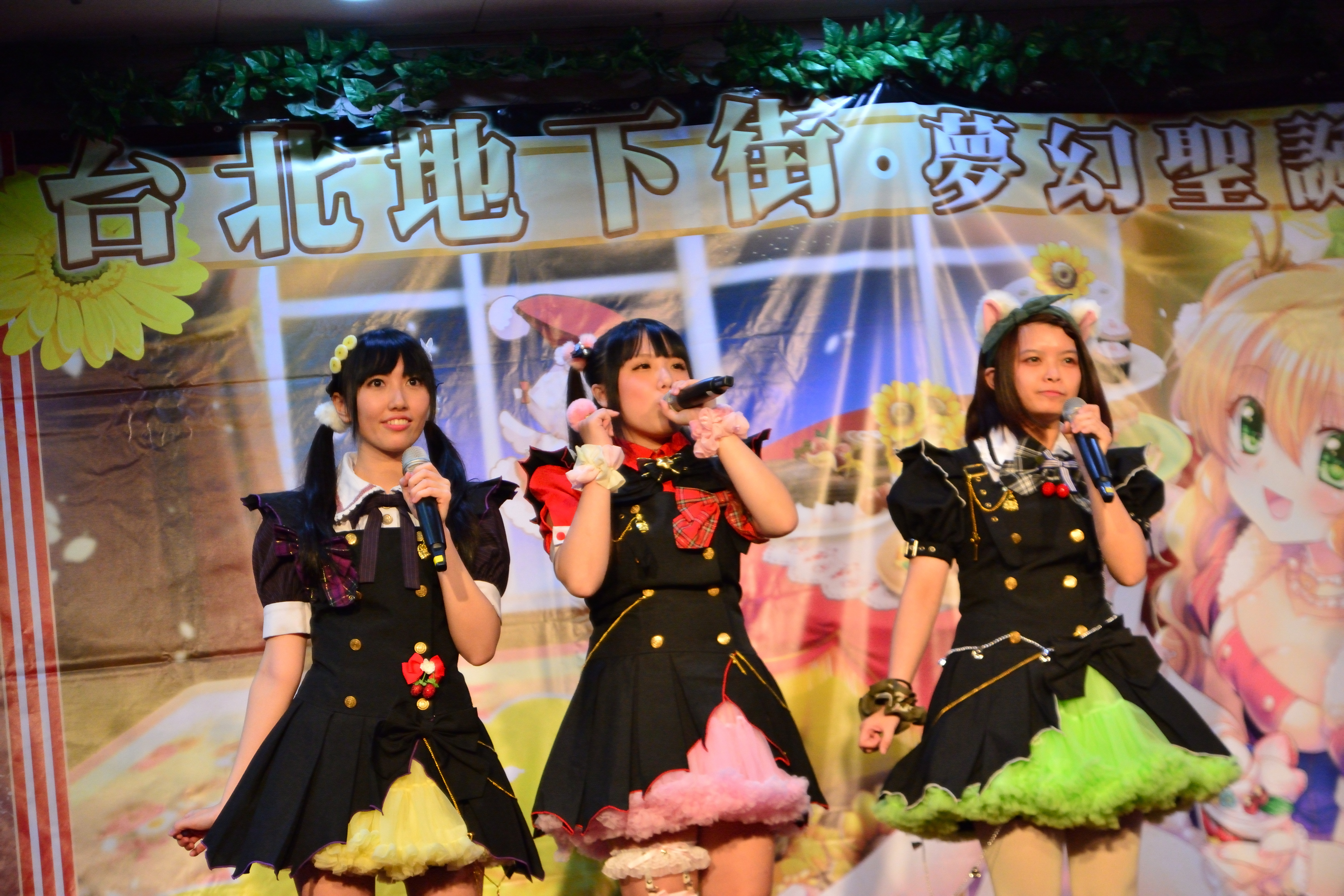
月讀女僕咖啡女僕在2016年台北地下街耶誕節嘉年華舞台演出

月讀女僕咖啡以「動漫餐飲＆異業合作次文化統合公司」為宗旨，舉辦各種活動並與不同產業進行合作。

### 商業合作
月讀女僕咖啡已舉辦過多次合作活動，合作對象包含网络游戏《蔚藍檔案》和《艾爾之光》，以及臺灣的VTuber事務所NKshoujo和SquareLive等。

### 一日店長
2022年7月，高雄市議員黃捷在月讀女僕咖啡擔任一日店長，並穿著女僕裝接客。事前消息在Facebook甫宣布，店裡的預約在30分鐘內即額滿。

### Live偶像
參加「月讀女僕偶像計畫」（ツクヨミアイドルプロジェクト）的女僕會參與同人活動等舞台表演。

## 相關企業
月讀女僕咖啡及其控股公司「月讀館」（ツクヨミホールディングス）經營著多項與ACG文化相關的事業。

### 餐廳
- 月讀女僕咖啡　台北西門店
- 月讀女僕咖啡　台北車站店
- 月讀女僕咖啡　台中車站店
- 月讀女僕咖啡　高雄建國本店
- 月讀女僕咖啡　高雄電気街二館
- 月讀女僕咖啡　台南店
- 萌鍋貓又 - 火鍋店，有配戴貓耳的女服務員[21][5]。
- 秋葉原店

### 其他
- 月讀館同人印刷商社 - 製作同人誌、壓克力立牌、T恤等周邊商品[22][23]。

- 月讀館貝洛音樂中心 - 位於台北市中正區的錄音室。有动作捕捉的設備[24]。

建国本店
台北店
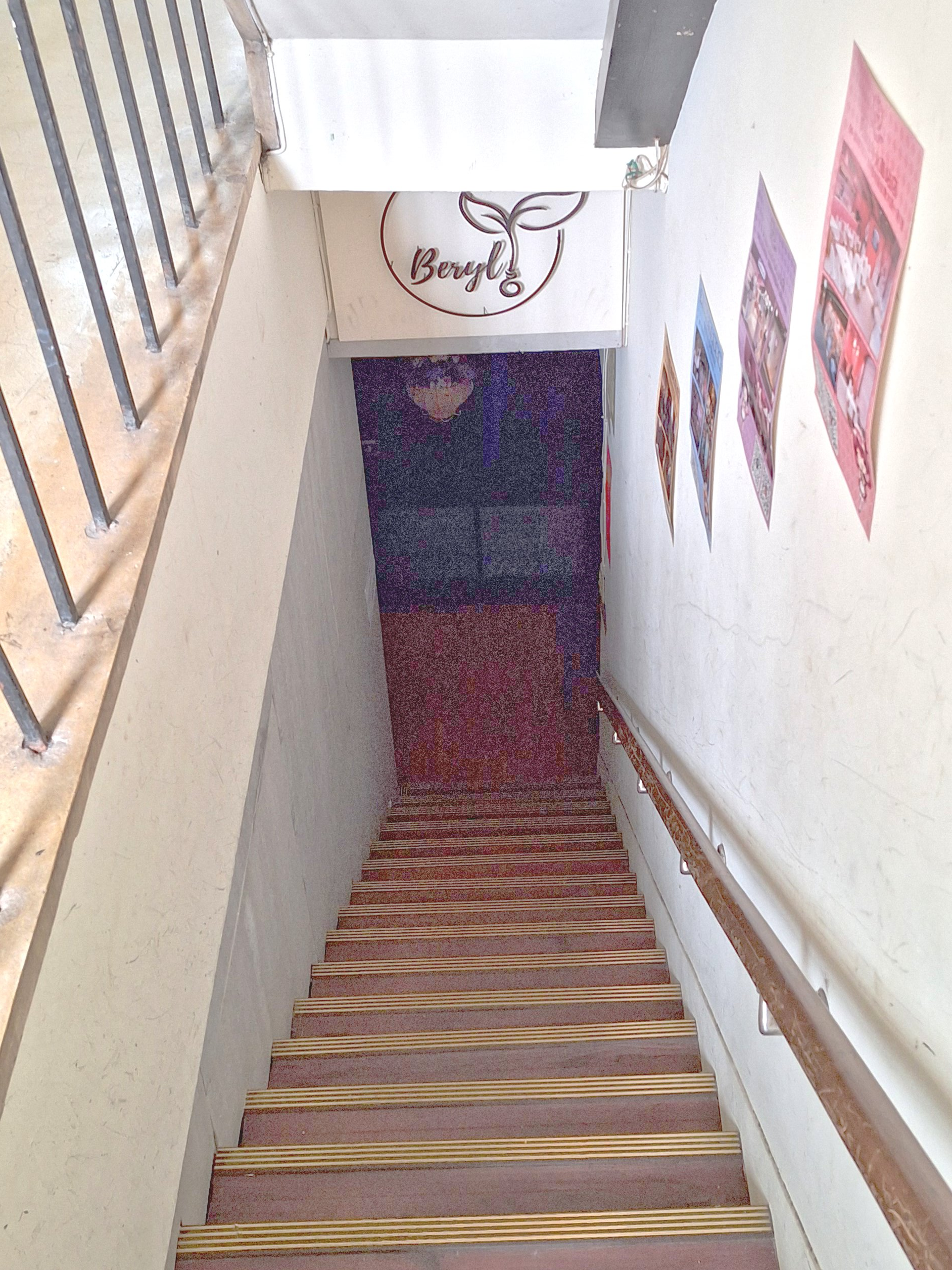
貝洛音樂中心
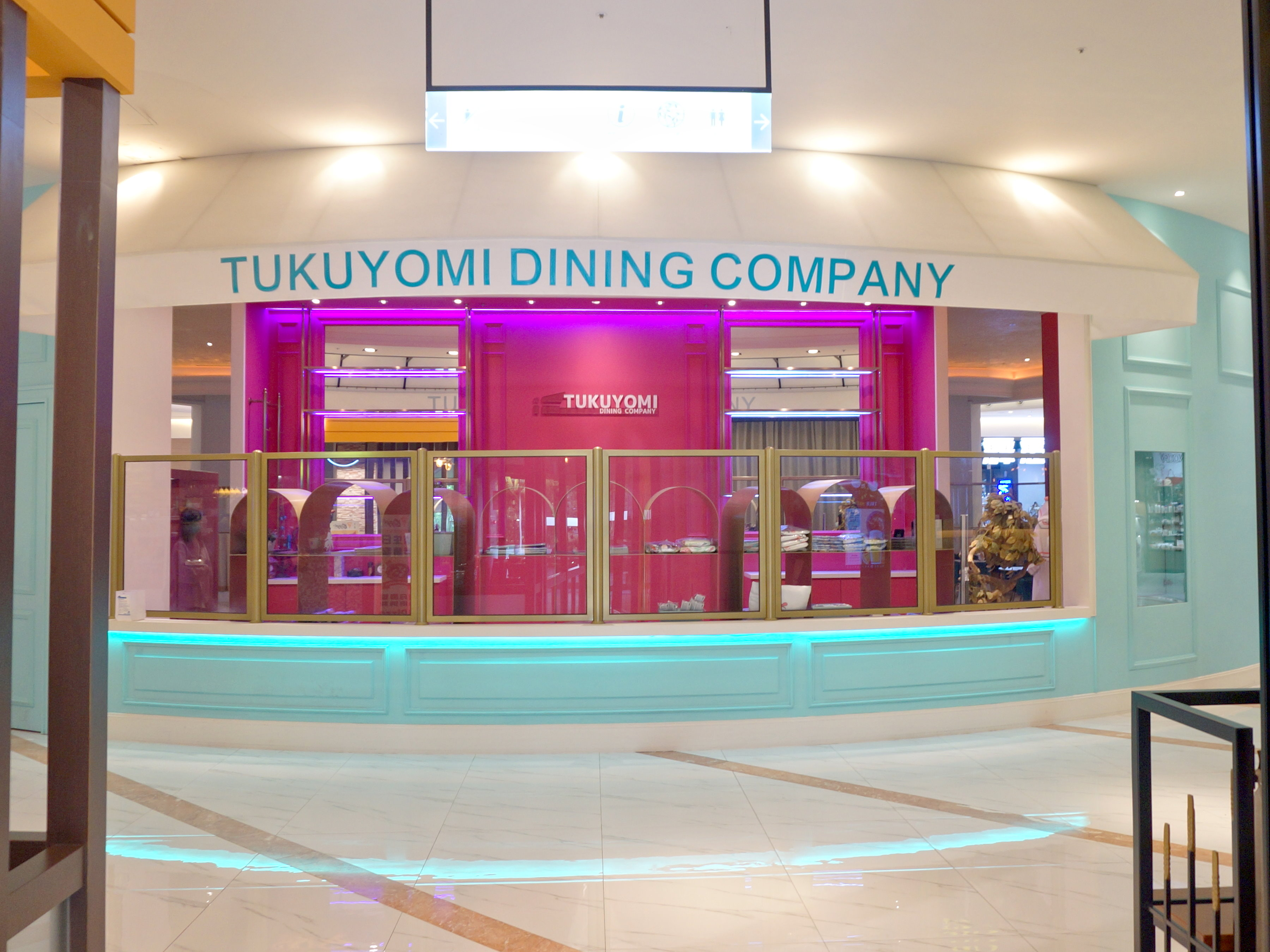
台北ATT店
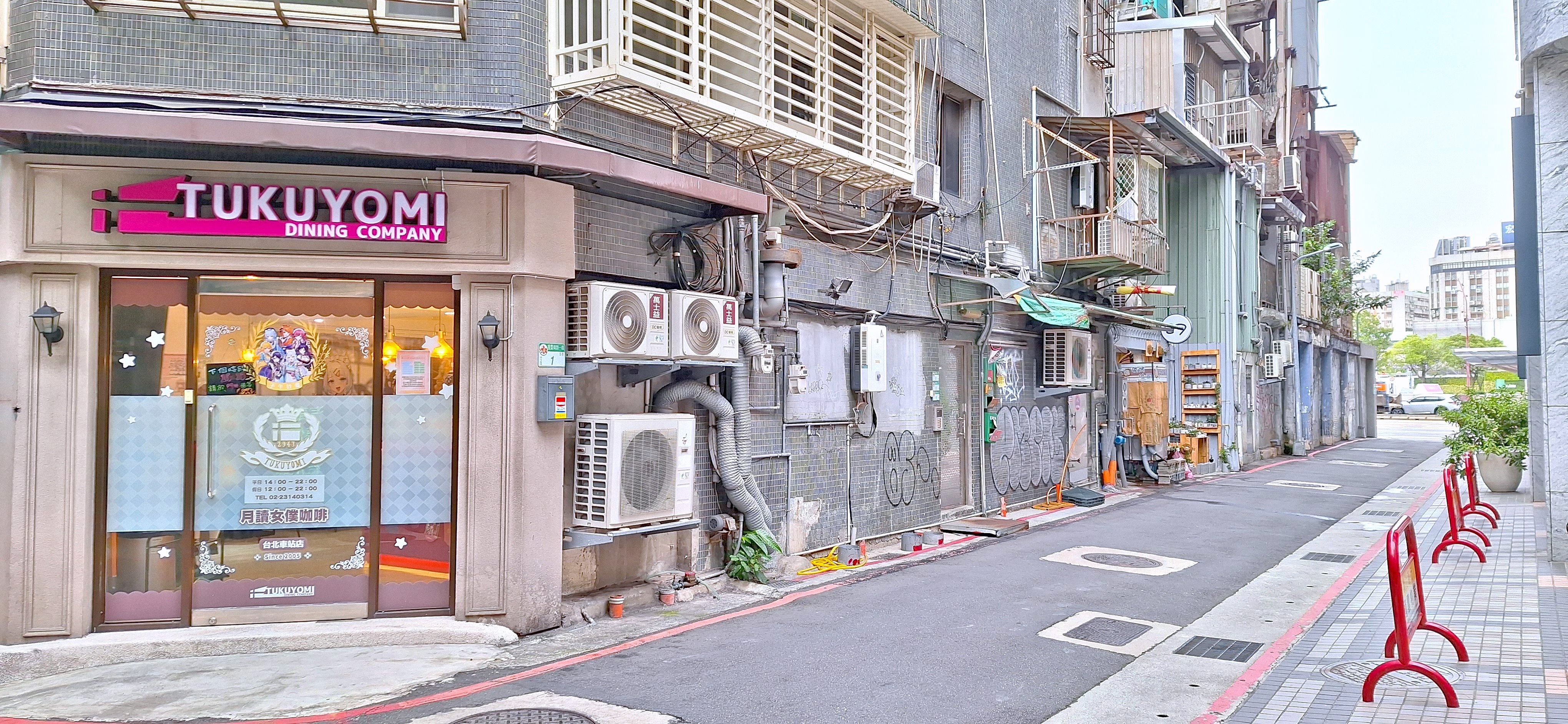
台北車站店
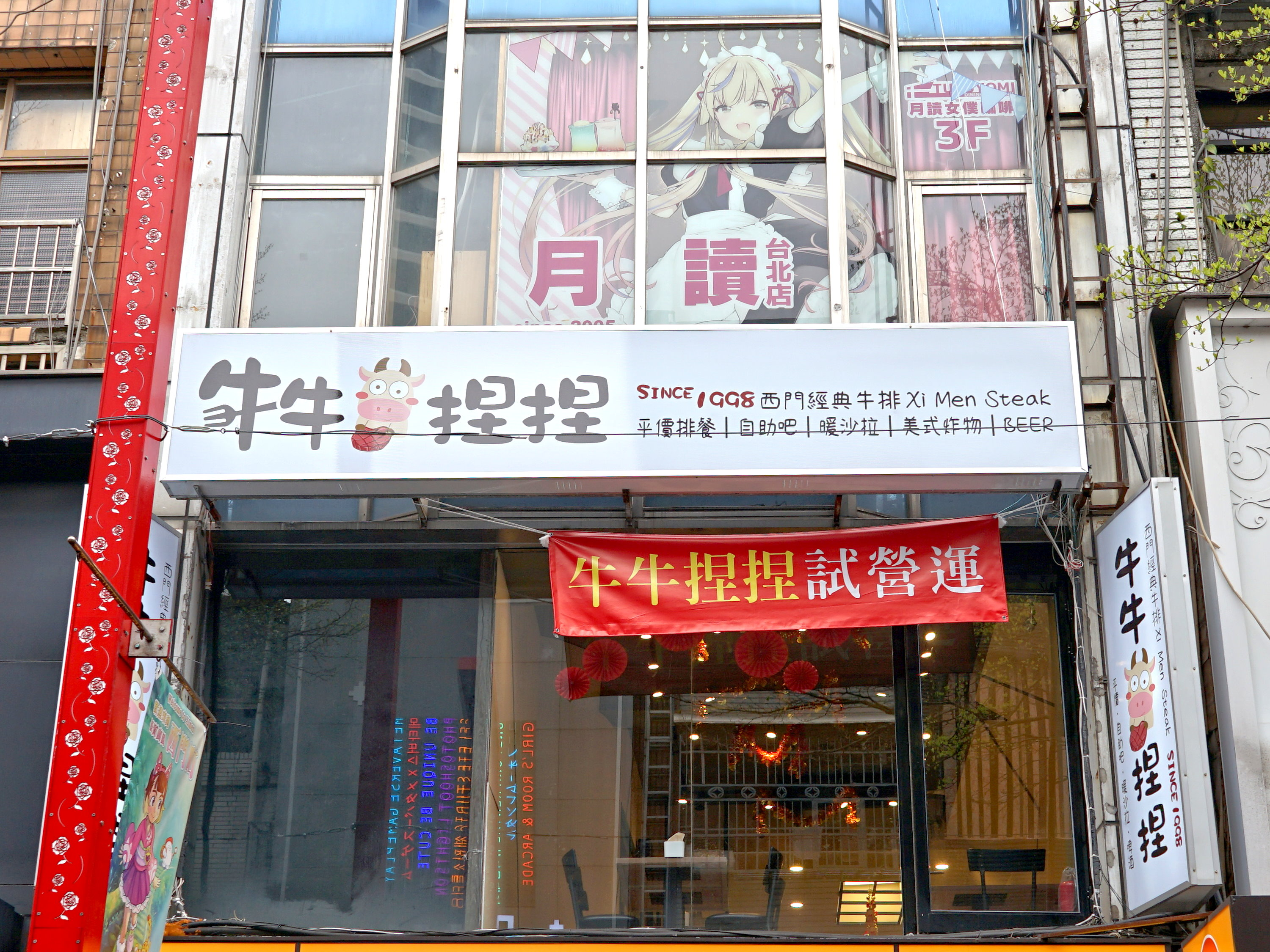
台北西門店
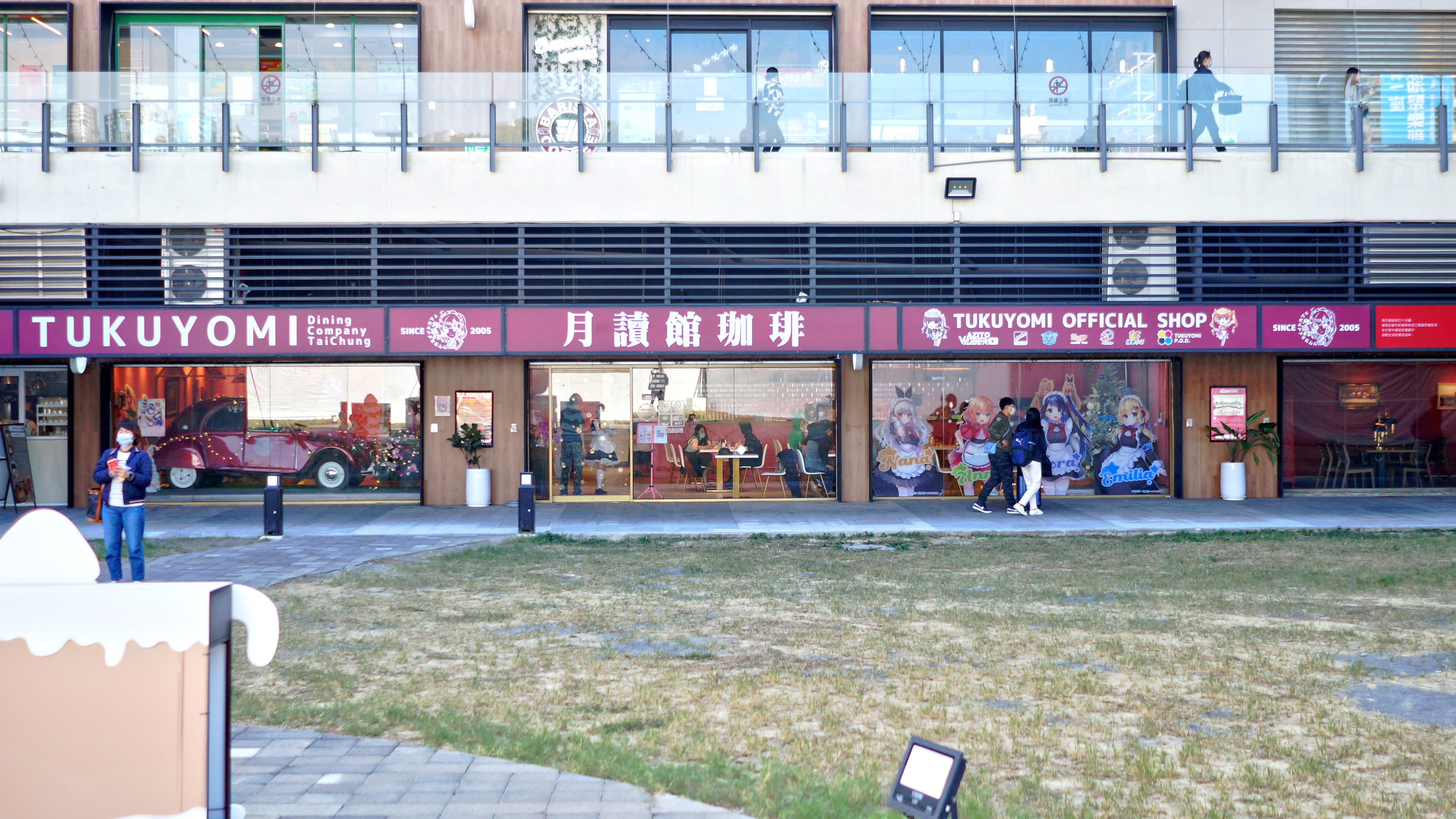
台中店

## 秋葉原店
月讀女僕咖啡以之名在日本秋葉原開設了一家分店，是日本以外首家赴日本開店的女僕咖啡廳。在2019冠状病毒病疫情期間，一名日本經營者將位於台北市西門町的一家女僕咖啡廳轉讓給鄭傑中；疫情趨緩後，鄭傑中在2023年前往日本時與對方會面，提議共同經營女僕咖啡廳。雙方於2023年1月在日本成立公司、同年12月進行試營運，最終在2024年1月正式開業。

### 風格
標榜「正統的」（王道）女僕咖啡廳。情報網站Sirabee報導稱，該店不收服務費（チャージ料）及入場費（入場料），這種作法在秋葉原的新興店家中十分罕見，讓人想起十多年前的主流女僕咖啡廳。一位曾在秋葉原採訪過許多角色扮演餐廳的Sirabee記者在報導中說，「我感受到正統的女僕咖啡廳久違地回到了秋葉原。」
鄭傑中在談到正統的經營風格時說：「用以前的方式經營女僕咖啡廳，在現今的秋葉原能得到多少的接受度呢？雖然有些未知數，但我真的很想挑戰看看。」的內部裝潢華麗、以皇宮為意象，女僕服裝則是原始的款式。

### 店員
截至2024年6月，共有10多名女僕在店內工作，其中約有一半是日本籍，其餘則來自臺灣和香港。該店積極錄用打工度假者或留學生，並且確保隨時有一名以上會說中文的女僕。該店也能提供臺灣話版本的和

### 菜單
鄭傑中希望秋葉原的顧客能享用到美味的臺灣料理，該店的餐單因而以「臺灣在地美食」為主。該店開業時，秋葉原的女僕咖啡廳很多都是以酒類為主的Girls bar（女服務生作陪的酒吧）；但鄭傑中認為，女僕咖啡廳一定要是餐廳的形式，適當的食物、飲料和店內環境都是基本要求。鄭傑中建置了廚房，近七成的料理都是在廚房裡準備的。除了基本款的圖案蛋包飯，菜單中也提供台式風味的食物與飲料，如肉臊飯、牛肉面、黑松沙士和可口可乐（名曰）。其中可口可乐因為名稱獨特，成為菜單上銷量第二高的品項。

### 客戶群
該店的顧客以日本人為最大宗，也有來自大中華區、南韓、歐洲和美國的顧客。女性顧客約佔三成。每位顧客的平均消費約為2,000～2,500日圓。

### 偶像計劃
該店延續在臺灣先行組成的「月讀女僕偶像計畫」，在2024年8月招募偶像選拔的參加者。

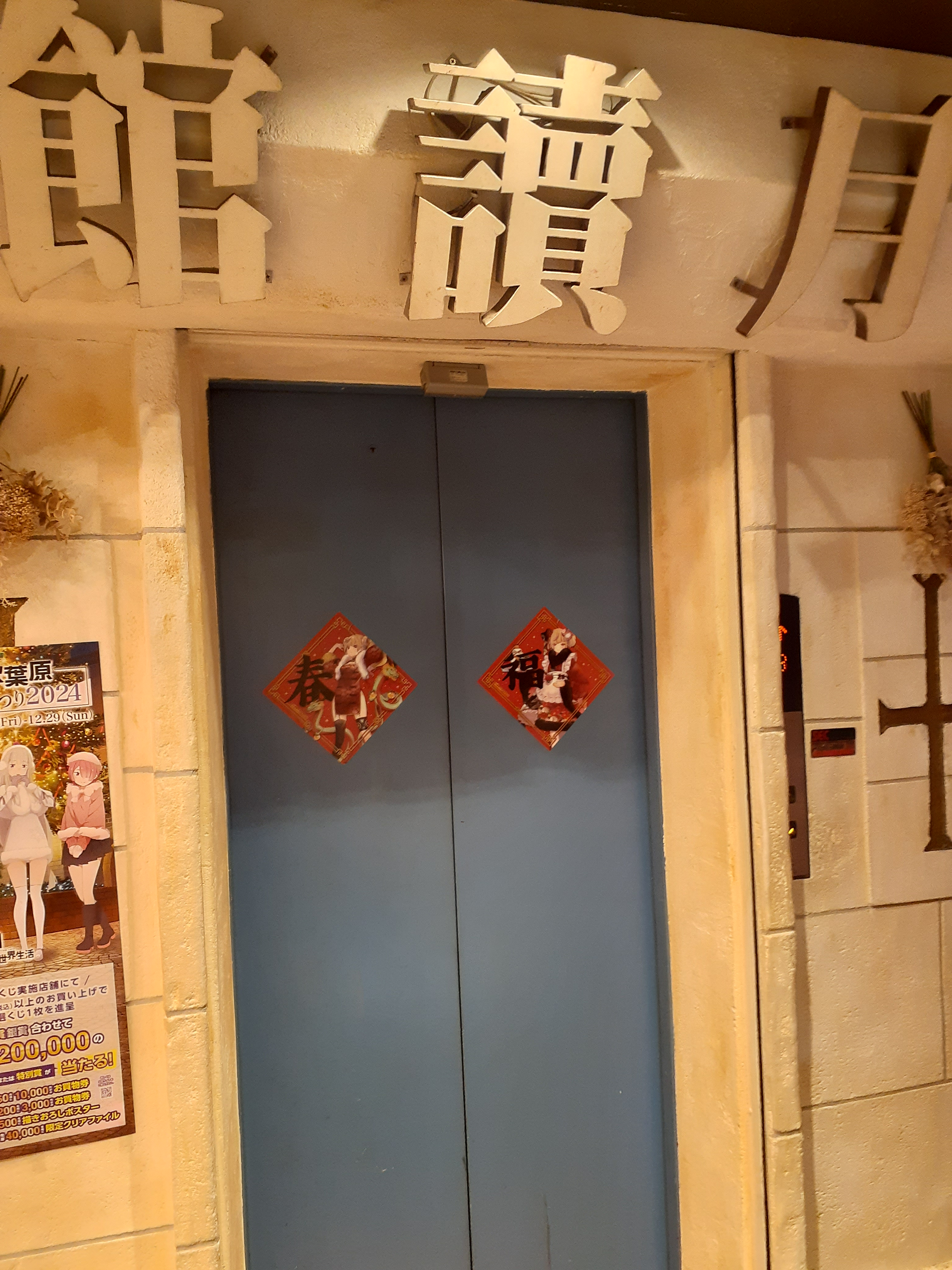
排骨麵
QQ球

## 延伸閱讀
- 當女僕從職業變成商業 女僕的文化轉變與女僕餐廳的經營方向
- 從情緒勞動到表演勞動：臺北「女僕 喫茶（咖啡館）」之民族誌初探 doi:10.6786/TJS.201312_(53).0003
- TKTV高雄都會台1030509-打狗週記-月讀女僕咖啡館1/2 （页面存档备份，存于）
- TKTV高雄都會台1030509-打狗週記-月讀女僕咖啡館2/2 （页面存档备份，存于）

## 外部連結
- 月讀館 （页面存档备份，存于） - 官方網站（中文）
- ツクヨミダイニングカンパニージャパン株式会社 - 官方網站（日語）
- メイドカフェ ツクヨミ秋葉原店 東京 （页面存档备份，存于） - 官方網站（日語）